# Ælfric van Eynsham

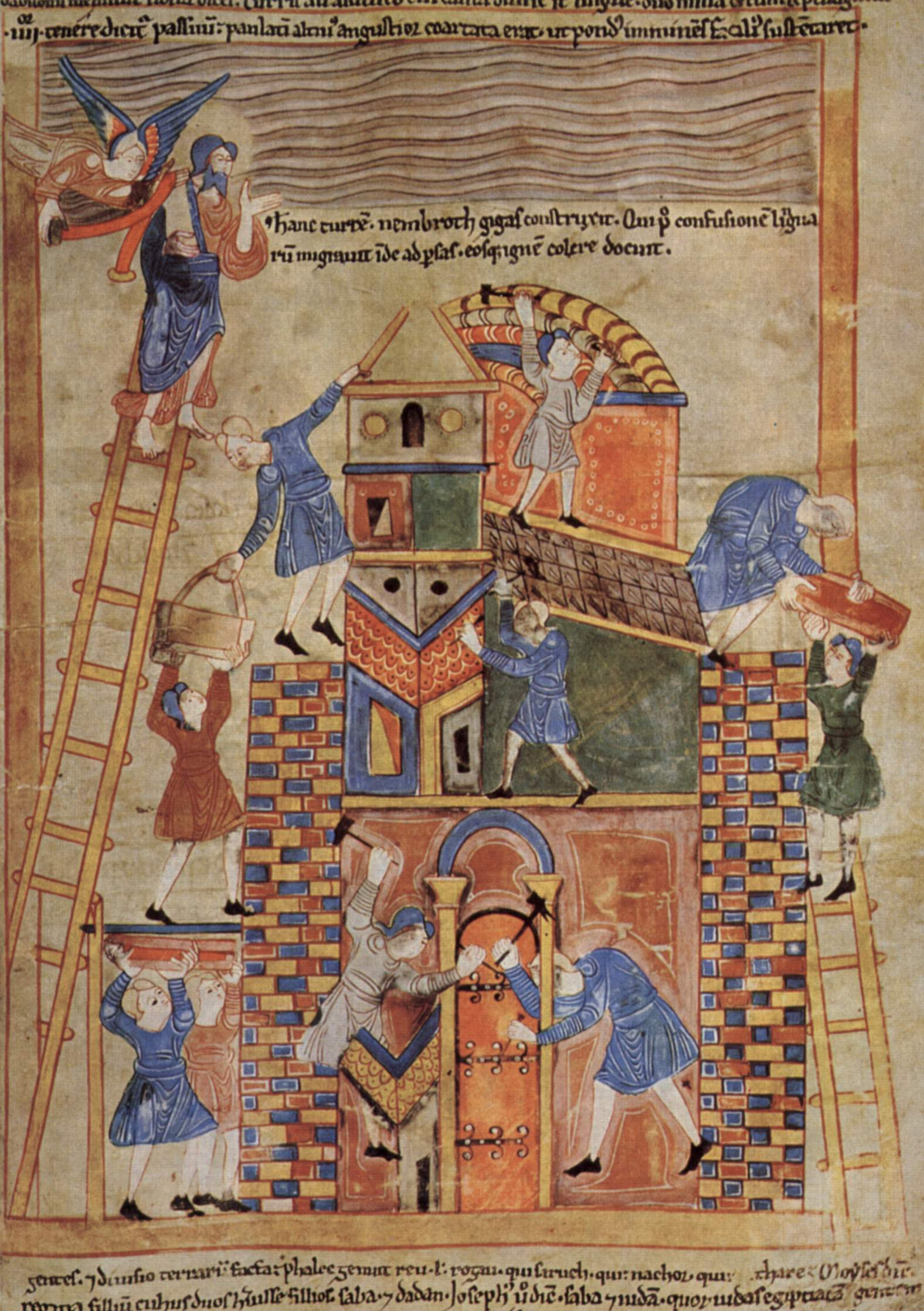
De Toren van Babel in een manuscript van een werk van Ælfric

Ælfric van Eynsham (ca. 955 – ca. 1020) bijgenaamd Grammaticus, was een Angelsaksisch benedictijner monnik te Winchester toen Æthelwold van Winchester daar abt was. Hij steunde de ideeën van Dunstan betreffende de hervorming van het kloosterwezen en ontwikkelde zich tot een groot geleerde en veelzijdig prozaschrijver die vele werken schreef in het Oudengels en in het Latijn. Hij wordt wel beschouwd als de begaafdste prozaschrijver in het Oudengels.
Aelfric werd vermoedelijk geboren in of nabij Winchester. Na zijn periode in het klooster aldaar trok hij naar de abdij van Cerne Abbas in Dorset. Hier schreef hij twee boeken met homilieën en een serie hagiografieën, The Lives of the Saints. In 1005 werd hij de eerste abt van het klooster van Eynsham bij Oxford. Hij wijdde zijn hele leven aan studie en het vertalen en schrijven van boeken, die door hun heldere stijl en de beschrijving van geloof en gewoonten van zijn tijd belangrijk zijn. Hij schreef een biografie van Æthelwold van Winchester in het Latijn, vertaalde De temporibus van Beda naar het Engels en een Latijnse spraakkunst van Priscianus, waaraan hij zijn bijnaam dankt. Hij schreef tevens een conversatieboek, Colloquium, dat dialogen bevat tussen een novice, zijn leermeester en diverse ambachtslieden, bedoeld voor de instructie van novicen betreffende het gebruik van het Latijn. Ander werk omvat inleidingen en commentaren op verschillende boeken van het Oude Testament.
Aelfric was een man met sterke overtuigingen. Zo ontkende hij het dogma van de Onbevlekte Ontvangenis en betwistte hij de doctrine van de transsubstantiatie. Latere commentatoren plaatsen deze opvattingen echter in perspectief.